# Квемои, Рональд
Рональд Чеболеи Квемои — кенийский легкоатлет, бегун на средние дистанции, специализируется в беге на 1500 метров.

## Биография
В 2009 году он забросил обучение в школе, так как его родители не смогли оплачивать его учёбы. С того времени его единственным занятием стало занятие бегом. В начале он тренировался в родной деревне Чебайук, его первым тренером стал Годвилл Кипруто, который затем перевёз его в Итен. В 2012 году тренер связался с испанским менеджером Хуаном Пинедой, который согласился стать его менеджером. Первым международным соревнованием стал чемпионат мира по кроссу 2013 года, на котором в забеге среди юниоров он занял 9-е место. С 2013 года является членом легкоатлетического клуба Komori Athletic team в японском городе Цукуба. 

## Спортивная карьера
В сезоне 2014 года выступил на следующих соревнованиях. 10 мая занял 4-е место на Golden Games в Нобеоке на дистанции 5000 метров с личным рекордом — 13.21,53. 17 мая на чемпионате Восточной Японии среди легкоатлетических клубов, который проходил в Фукусиме, занял 1-е место — 3.42,50. 7 июня выиграл чемпионат Кении — 3.34,6. 3 июля стал победителем Атлетиссимы с результатом 3.31,48. 18 июля на соревнованиях Herculis занял 3-е место, показав время 3.28,81 — этот результат стал новым мировым рекордом среди юниоров.
2 августа стал серебряным призёром Игр Содружества с результатом 3.39,53.
В 2015 году дебютировал на дистанции 5000 метров, когда на соревнованиях в Нобеоке занял 1-е место с результатом 13.16,14. 30 мая занял 6-е место в беге на 1 милю на этапе Бриллиантовой лиги Prefontaine Classic — 3.52,57. 4 июля финишировал на 3-м месте на Meeting Areva — 3.30,43.